# Estrombíquides
Estrombíquides, hijo de Diótimo del demo de Evonimo (en griego antiguo: Στρομβιχίδης, Strombichìdes; mitad del siglo V a. C.-Atenas, 404 a. C.), fue un almirante ateniense, probable padre del orador Autocles.

## Biografía

### Contra Quíos
En el 412 a. C., Estrombíquides fue nombrado comandante de una flota de ocho naves, enviado a Asia Menor para sofocar una rebelión de los habitantes de Quíos. Llegado a Samos y, añadiendo un trirreme a su propia escuadra, zarpó hacia Teos, donde quería testar el espíritu de los rebeldes; Había, sin embargo, una flota espartana numéricamente superior comandada por Calcideo y Alcibíades, que le obligó a huir a Samos, mientras que Teos se rebeló inmediatamente.
Poco después Estrombíquides volvió a Atenas, pero el mismo año fue enviado a Samos, con dos colegas, para llevar 35 nuevas naves, que aumentó la flota de la isla a 104; en ese momento, la flota fue dividida otra vez, y Estrombíquides, con otros dos colegas regresó para combatir, esta vez con 30 naves. Durante el viaje se encontraron con una tormenta, que hundió a tres, pero con el resto comenzó a sitiar la isla: fortificando un lugar llamado Delfinio y poniendo en serias dificultades la isla. Delfinio contaba con buenas defensas naturales por parte de tierra, estaba provista de puertos y no estaba muy lejos de Quíos.

### En el Helesponto
En 411 a. C., desde Mileto llegó el navarco espartano Dercílidas a Abido después de marchar por toda la costa. Abido se sublevó para unirse al espartano y al sátrapa Farnabazo II. Lámpsaco defeccionó dos días después. Estrombíquides partió de Quíos con 24 naves atenienses, entre las que había transportes de tropas con hoplitas a bordo. Después de vencer en una batalla a los lampsacenos y tras tomar al primer asalto Lámpsaco, que carecía de murallas, capturó esclavos, reinstaló a los libres y se llevó un botín. A continuación se dirigió contra Abido, pero como no pudo tomar la ciudad, navegó hasta Sesto, situada en la costa frente a Abido, la convirtió en plaza fuerte y puesto de vigilancia de todo el Helesponto. Mientras, los quiotas habían recobrados el dominio del mar, y los milesios y el navarco espartano Astíoco, al saber que Estrombíquides había partido, costeó con dos naves hasta Quíos, de donde se llevó la escuadra que había allí, reunió todos sus efectivos navales y realizó una expedición contra Samos, pero al no encontrar oposición ateniense regresó a Mileto. Astíoco y sus aliados pusieron rumbo a Mícale, adonde habían ordenado que se dirigieran tropas terrestres milesias. Las 82 naves atenienses fondeadas en la zona de Mícale al ver que se aproximaba la flota peloponesia, se retiraron a Samos. Aguardaron a que Estrombíquides acudiera en su ayuda desde el Helesponto con las naves que desde quíos habían ido a Abido, pues previamente le habían enviado un mensajero Los peloponesios desembarcaron en Mícale y acamparon. Al enterarse al día siguiente cuando se disponían a zarpar contra Samos, que Estrombíquides había llegado, de inmediato regresaron a Mileto. La flota ateniense navegó contra Mileto con 108 unidades, pero como no salieron enemigos a su encuentro, regresaron a Samos.

### Proceso y muerte
Lisias refiere que Estrombíquides, siendo un férreo defensor de la democracia, fue uno de los que se indignó con la paz concluida por Terámenes con Esparta en el 404 a. C. Esto le hizo odioso ante los oligarcas (que habían instaurado el gobierno de los Treinta Tiranos) y uno de ellos, Agorato,  le acusó a él y a miembros destacados del partido democrático de conspirar contra la paz. Por esta razón fueron puestos en prisión y, poco después, juzgados sumariamente, condenados a muerte y ajusticiados.